# Idaea bipartita
Idaea bipartita är en fjärilsart som beskrevs av W. Warren 1906. Idaea bipartita ingår i släktet Idaea och familjen mätare. Inga underarter finns listade i Catalogue of Life.